# TK Records
La TK Records, anche riportata con la grafia T.K. Records, è stata un'etichetta discografica statunitense, considerata una delle più importanti della disco music.

## Storia
La TK Records venne fondata nel 1972 da Henry Stone e Steve Alaimo. Tra gli artisti scritturati dalla TK vi furono George McCrae, KC & The Sunshine Band, Peter Brown, Foxy, Anita Ward. e USA European Connection. La TK Records andò in bancarotta nel 1981.